# Groß Plasten
Groß Plasten ist eine Gemeinde im Landkreis Mecklenburgische Seenplatte in Mecklenburg-Vorpommern (Deutschland). Sie wird vom Amt Seenlandschaft Waren mit Sitz in der Stadt Waren (Müritz) verwaltet.

## Geografie
Die Gemeinde Groß Plasten in der Mecklenburgischen Seenplatte liegt etwa zwölf Kilometer nordöstlich von Waren (Müritz). Das hügelige Gelände des Gemeindegebietes liegt zwischen Torgelower und Großem Varchentiner See sowie dem Müritz-Nationalpark. Durch das Gemeindegebiet von Groß Plasten fließt die Ostpeene nahe am Klein Plastener See vorbei.
Umgeben wird Groß Plasten von den Nachbargemeinden Kittendorf im Norden, Bredenfelde im Nordosten, Möllenhagen im Osten, Schloen-Dratow im Süden und Westen sowie Peenehagen und Faulenrost im Nordwesten.
Zu Groß Plasten gehören die Ortsteile Deven und Klein Plasten.

## Geschichte

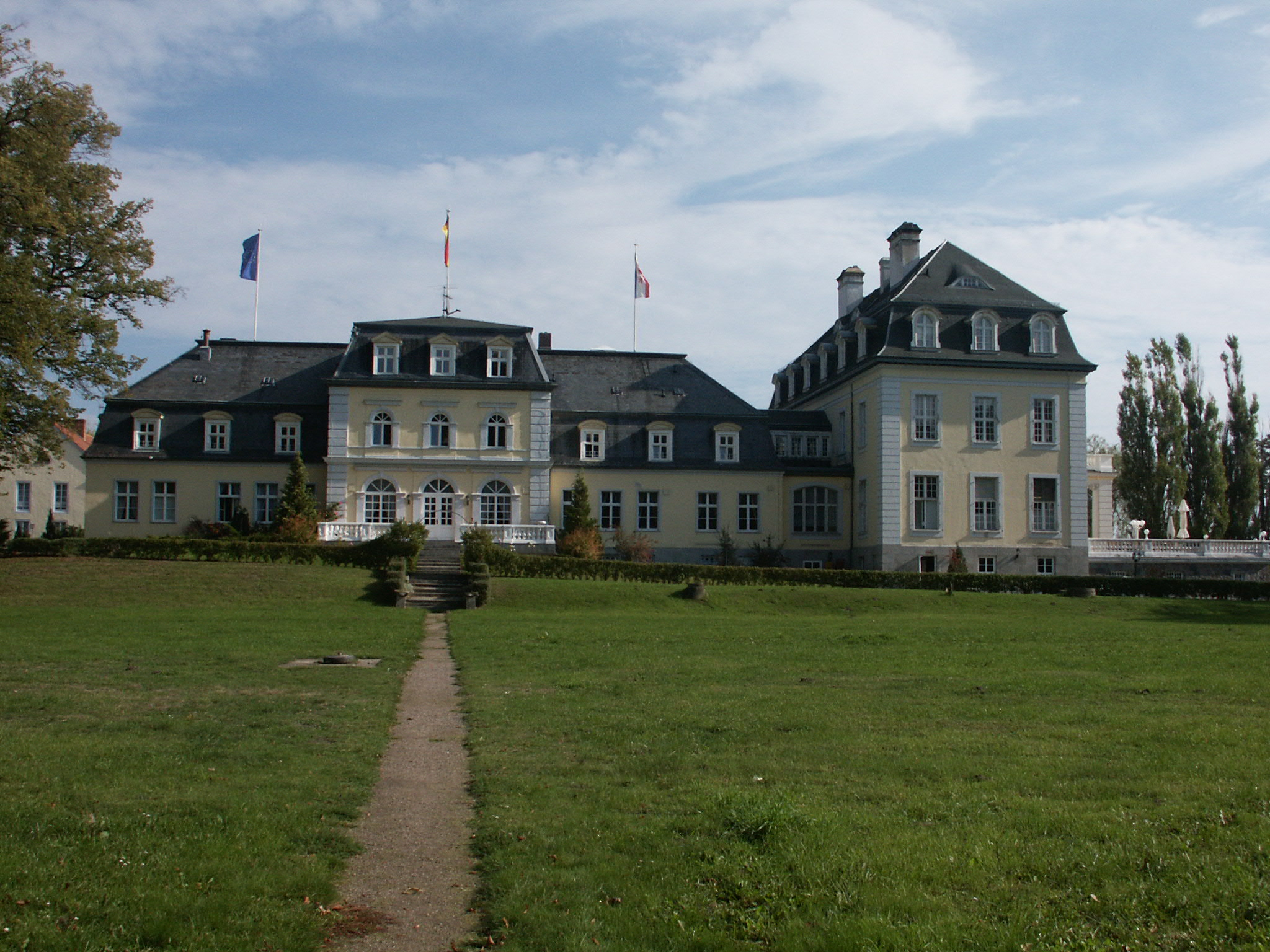
Schlosshotel Groß Plasten

Im Jahre 1284 tauchten die Dörfer Groß- und Klein Plasten erstmals in einer Urkunde auf, fünf Jahre später der heutige Ortsteil Deven. Die Groß Plastener Kirche war der erste Renaissancebau mit Kuppel in Mecklenburg. Die Feldsteinkirche im Ortsteil Deven stammt aus der zweiten Hälfte des 13. Jahrhunderts, ihr nördlicher Gruftanbau aus dem 17. Jahrhundert. Sie erhielt 1986 einen hölzernen Glockenstuhl.
Das eingeschossige Herrenhaus Groß Plasten wurde 1751 als Putzbau mit Mansarddach im Barockstil erbaut. Mitte des 19. Jahrhunderts wurde es von der Familie von Michael, der das vor der großen Wirtschaftskrise etwa 574 ha große Gut bis 1945 gehörte, um einen zweigeschossigen Querbau mit Seeterrasse erweitert. Die von 1891 bis 1893 erfolgten Umbauten wurden vom Geheimen Oberbaurat Georg Daniel geleitet. Heute befindet sich hier das Schlosshotel Groß Plasten.
Am 1. Juli 1950 wurde die bis dahin eigenständige Gemeinde Deven und am 1. Januar 1974 die Gemeinde Klein Plasten eingegliedert.
Traditionell spielt die Landwirtschaft eine große Rolle in Groß Plasten. Durch die günstige Verkehrslage siedelten sich in den letzten Jahren (Stand 2024) einige gewerbliche Betriebe an, außerdem entstanden mehrere Ein- und Mehrfamilienhäuser. Groß Plasten ist Grundschulstandort, des Weiteren gibt es eine Kindertagesstätte.

## Politik

### Gemeindevertretung und Bürgermeister
Der Gemeinderat besteht (inkl. Bürgermeister) aus zwölf Mitgliedern. Die Wahl zum Gemeinderat am 26. Mai 2019 hatte folgende Ergebnisse:
| Partei / Liste            | Stimmenanteil | Sitze |
| ------------------------- | ------------- | ----- |
| Wählergruppe Groß Plasten | 73,78 %       | 9     |
| Freie Wähler Varchentin   | 24,40 %       | 3     |

Bürgermeister der Gemeinde ist René Petzke, er wurde mit 82,44 % der Stimmen gewählt.

### Dienstsiegel
Die Gemeinde verfügt über kein amtlich genehmigtes Hoheitszeichen, weder Wappen noch Flagge. Als Dienstsiegel wird das kleine Landessiegel mit dem Wappenbild des Landesteils Mecklenburg geführt. Es zeigt einen hersehenden Stierkopf mit abgerissenem Halsfell und Krone und der Umschrift „GEMEINDE GROß PLASTEN • LANDKREIS MECKLENBURGISCHE SEENPLATTE“.

### Partnerschaft
Es besteht eine Partnerschaft mit der Gemeinde Silberstedt in Schleswig-Holstein.

## Sehenswürdigkeiten
- Herrenhaus (Schloss) Groß Plasten mit Schlosspark – heute Hotel
- Herrenhaus (Schloss) Klein Plasten – heute im Privatbesitz, leerstehend
- Gutshaus in Deven
- Feldsteinkirche im Ortsteil Deven
- Fachwerkkirche Klein Plasten
- Kirche Groß Plasten

→ Siehe auch Liste der Baudenkmale in Groß Plasten

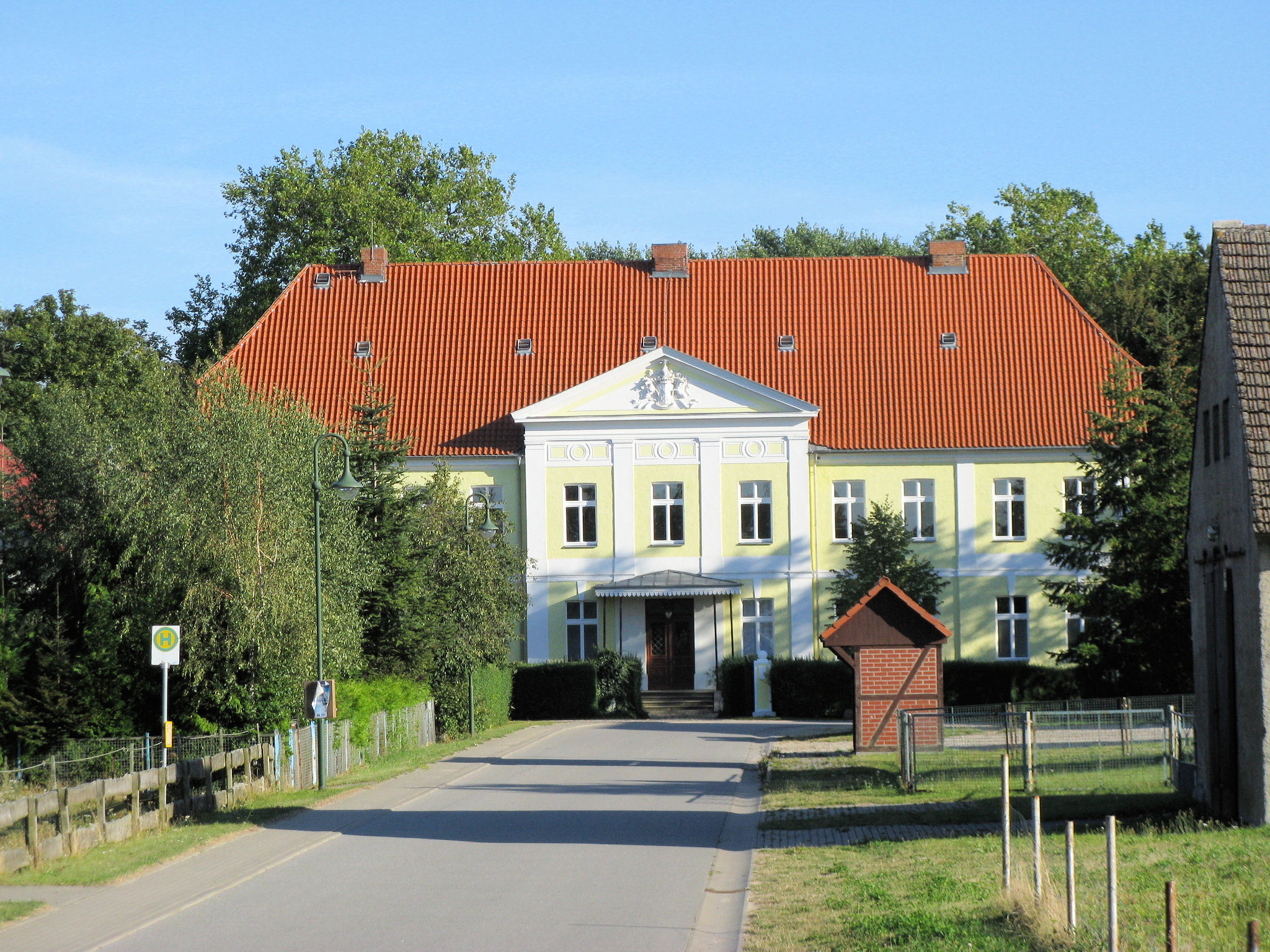
Gutshaus in Deven
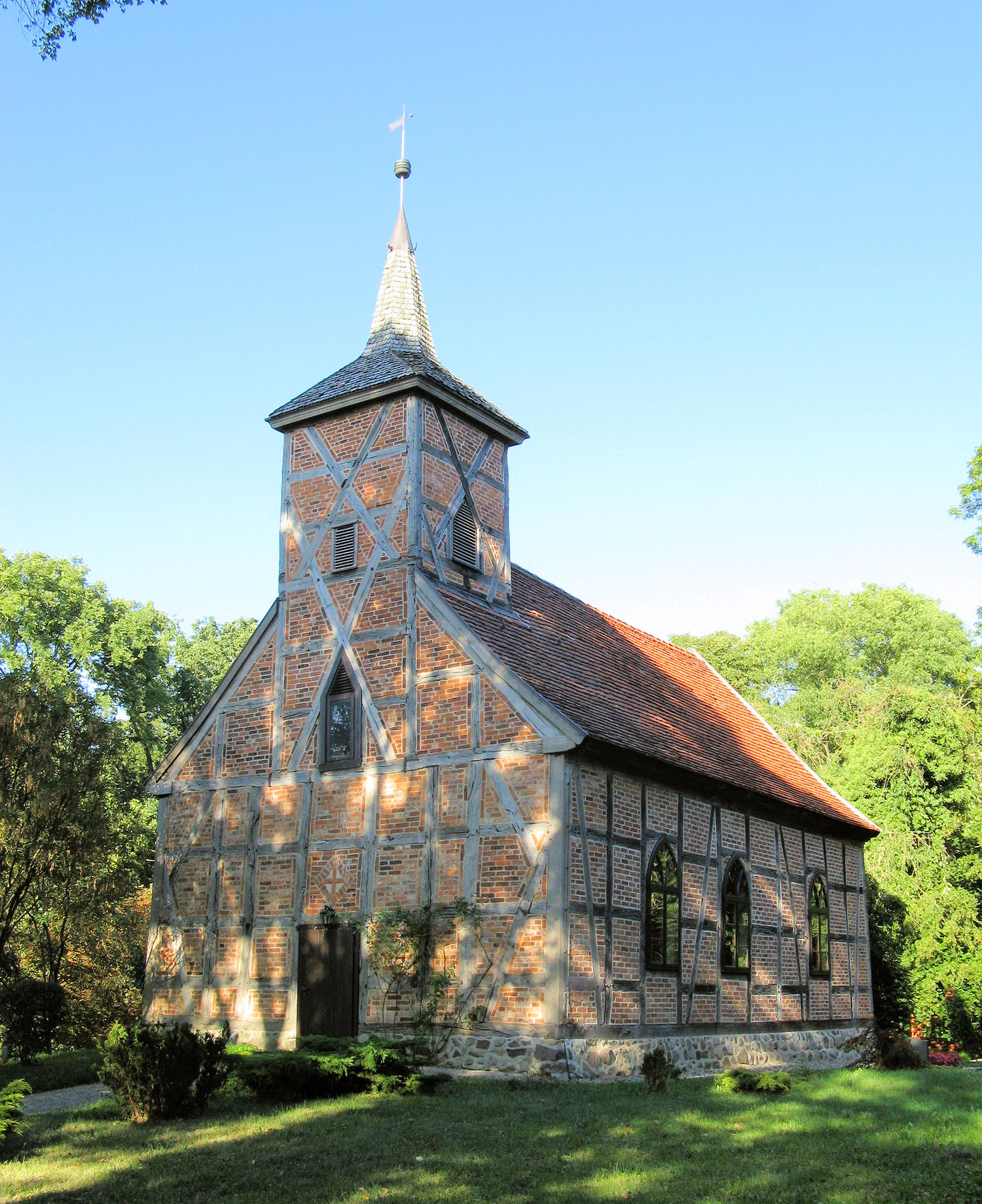
Kirche in Klein Plasten
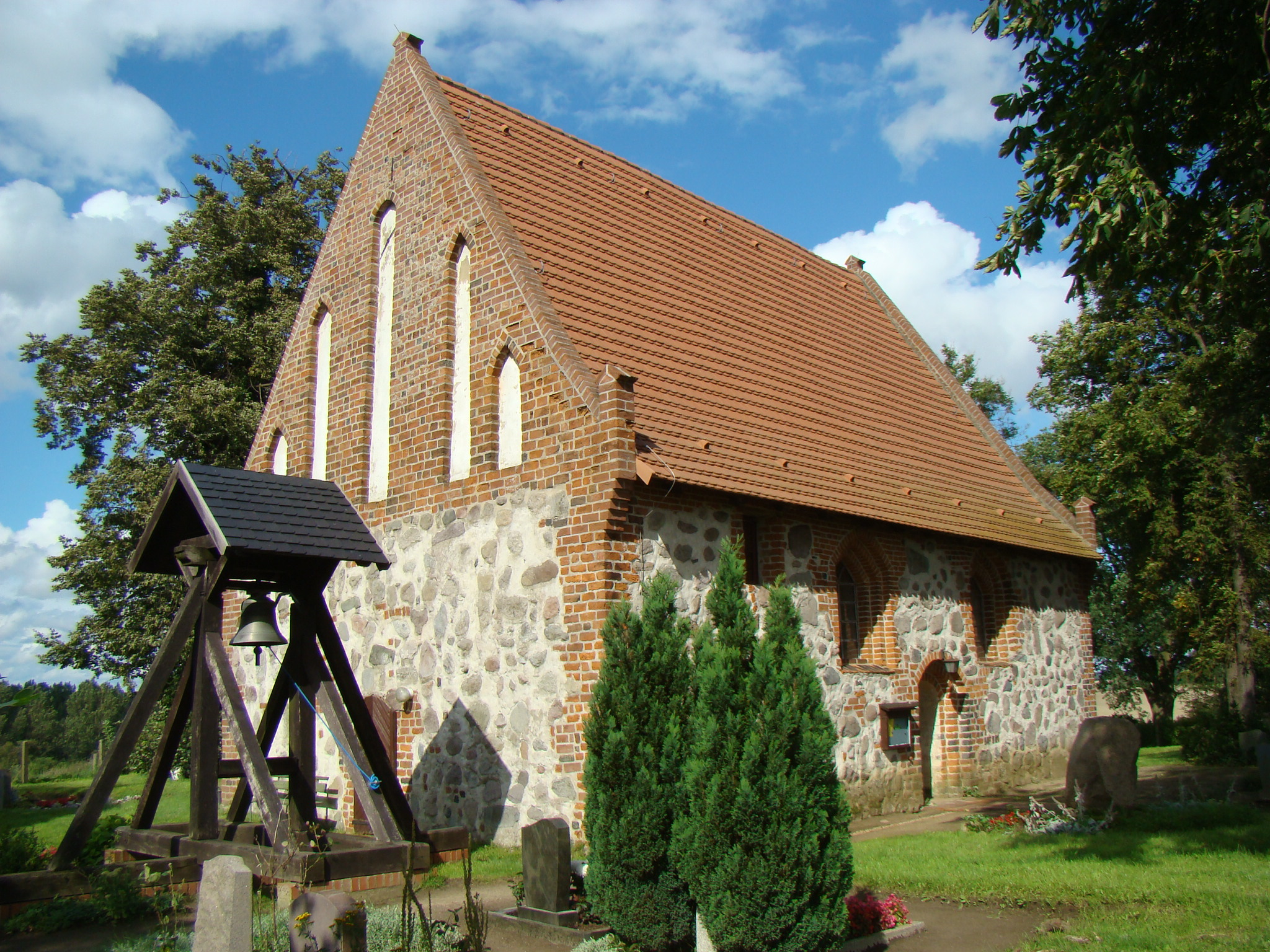
Kirche in Deven
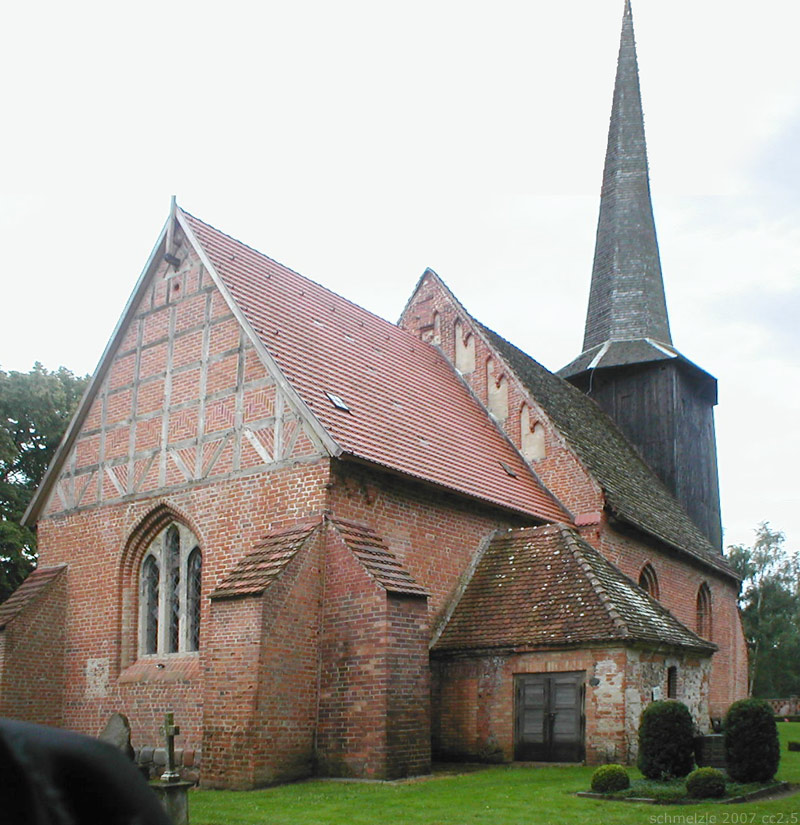
Kirche in Varchentin

## Infrastruktur
In Groß Plasten zweigt die Bundesstraße 194 von der Bundesstraße 192 ab. Somit ist die Gemeinde sehr gut an die umliegenden Städte Waren (Müritz), Stavenhagen, Neubrandenburg und Neustrelitz angebunden. 
Durch Klein Plasten verläuft ein Anschlussgleis des Spitzke-Betonschwellenwerks Möllenhagen an den Bahnhof Kargow, ein Überbleibsel der Bahnstrecke Waren–Neubrandenburg. Der Personen- und Güterverkehr an der Station Klein Plasten wurde 1970 eingestellt. Der nächste Personenbahnhof ist heute der Bahnhof Waren (Müritz) an der Fernbahnstrecke Berlin–Rostock.

## Persönlichkeiten
- Bernhard von Barsewisch (* 1935 in Klein Plasten), Mediziner

## Belege
1. ↑  Statistisches Amt M-V – Bevölkerungsstand der Kreise, Ämter und Gemeinden 2023 (XLS-Datei) (Amtliche Einwohnerzahlen in Fortschreibung des Zensus 2011) (Hilfe dazu).
2. ↑  Helmut Borth: Gott mit uns. Die Familie von Michael auf Bassow, Ganzkow, Groß Plasten, Ihlenfeld, Schönhausen und Voigtsdorf. In: Genealogische Übersicht. 1. Auflage. Books on Demand, Neubrandenburg, Norderstedt 2017, ISBN 978-3-7448-1929-9, S. 7–29 (d-nb.info [abgerufen am 18. September 2021]).
3. ↑  Ernst Seyfert, Hans Wehner: Niekammer`s Landwirtschaftliches Güter-Adreßbücher, Band IV, Mecklenburg. In: Niekammer (Hrsg.): Letzte Ausgabe. 4. Auflage. Band IV. Niekammer`s Güter-Adreßbüchern G. m. b. H., Leipzig 1928, S. 197 (g-h-h.de [abgerufen am 18. September 2021]).
4. ↑  Zweckverband Kommunale Datenverarbeitung Oldenburg(ZKO)
5. ↑  Zweckverband Kommunale Datenverarbeitung Oldenburg(ZKO)
6. ↑  Hauptsatzung § 2 Abs.1 (Memento des Originals vom 20. Dezember 2019 im Internet Archive)  Info: Der Archivlink wurde automatisch eingesetzt und noch nicht geprüft. Bitte prüfe Original- und Archivlink gemäß Anleitung und entferne dann diesen Hinweis.